# Третя хвиля зомбі
«Третя хвиля зомбі» — ірландська дебютна стрічка режисера Девіда Фрейна з Елліотом Пейджем у головній ролі.

## Сюжет
Європа постраждала від епідемії «лабіринтового вірусу», який робив заражених людей украй агресивними. Особливо сильно постраждала Ірландія. Пізніше винайшли ліки, і 75 % заражених вдалося вилікувати. Решту 25 % утримують у резерваціях. Громадськість побоюється, що ті, хто пережили хворобу, досі заразні. Вилікувані пам'ятають усе, що вони робили, бувши зараженими. Деякі страждають від посттравматичного стресового розладу, інші скоїли самогубство.
Шенан і Конор пройшли лікування й повертаються до звичайного життя. Їхній «офіцер з реабілітації», сержант Кантор, сумнівається, що вони вилікувані остаточно. Шенан возз'єднується зі своєю невісткою Еббі, яка має маленького сина Кілліана. Еббі запитує Шенана, що сталося з її чоловіком, Люком, братом Шенана, який зник безвісти. Шенан стверджує, що не знає, проте в одному з численних спогадів виявляється, що Конор заразив Шенана, який потім убив Люка. Конор, колишній юрист, який мріяв зайнятися політикою, не може знайти роботу, і сім'я уникає його. Він створює підпільний рух під назвою «Спілка вилікуваних» з метою повернути громадянські свободи вилікуваним від вірусу.
Уряд планує «гуманно ліквідувати» 25 % заражених, стійких до вакцини, попри твердження відомого вірусолога, що вдосконалена вакцина майже готова. Шенан влаштовується на роботу в лікарню, де розміщені заражені, і зауважує, що вони не нападають на вилікуваних. У суспільстві ширяться чутки про плани вилікуваних спровокувати третю хвилю епідемії з метою захопити владу.
Конор намагається залучити Шенана до «Спілки вилікуваних». Спочатку Шенан відмовляється, але, відчувши вороже ставлення до вилікуваних, виконує завдання з підпалу покинутих будинків. При цьому гине солдат, Кантор підозрює в підпалі Шенана і Конора. Кантор підходить до Еббі в її будинку і каже їй, що заражені пов'язані якимось телепатичним способом і формуються в зграї, як хижі тварини. Він припускає, що хижацькі ознаки не усуваються вакциною, і тому вилікувані досі небезпечні. Він показує Еббі фотографію Конора та Шенана, які блукали разом, коли були інфіковані; здається, Конор вів Шенана. Пізніше Конор своїм мовчанням визнає, що він із Шенаном убили її чоловіка в перші дні епідемії.
Еббі виганяє Шенана з будинку. Шенан розуміє, що на відміну від нього, Конор не відчуває докорів сумління. Тому Шенан допомагає Кантору в спецоперації з арешту Конора після того, як той вголос зізнався у підпалі. Та Конор жорстоко вбиває Кантора і тікає. «Спілка вилікуваних» задумує звільнити стійких до вакцини. Заражені виходять на вулиці, вбиваючи та заражаючи нових жертв. Проти них висуваються війська ірландської армії. Шенан знаходить Еббі, яка намагається забрати Кілліана зі школи. Шенан рятує Кілліана, але стикається з Конором, який жорстоко б'є його, проте тікає через постріл солдата. Шенан, Еббі та Кілліан повертаються додому, але Кілліан виявляє, що був укушений і інфікований. Знаючи про свій імунітет завдяки вакцині, Шенан забирає Кілліана та каже Еббі, що триматиме хлопчика в безпеці, доки не з'явиться нова вакцина.
Згодом у випуску новин повідомляється, що порядок відновлено, а 8000 нових інфікованих схоплено. Уряд вважає «гуманну ліквідацію» єдиним дієвим рішенням, але нова вакцина вже готова. Конор став офіційним представником «Спілки вилікуваних». Деякі заражені переховуються і ведучий новин запитує скільки їх ще не виявлено. Шенан, як і обіцяв, несе зараженого Кілліана в безпечне місце.

## У ролях
| Актор         | Роль   |
| ------------- | ------ |
| Еллен Пейдж   | Еббі   |
| Сем Кілі      | Шенан  |
| Том Вон-Лолор | Конор  |
| Стюарт Грем   | Кантор |
| Гільда Фей    | Джо    |
| Леслі Конрой  | Кейті  |

## Створення фільму

### Виробництво
Зйомки фільму проходили в Дубліні, Ірландія.

### Знімальна група
- Кінорежисер — Девід Фрейн
- Сценарист — Девід Фрейн
- Кінопродюсери — Рорі Дангем, Рейчел О'Кейн, Еллен Пейдж
- Композитори — Рорі Фраєрс, Наіл Кеннеді
- Кінооператор — Піерс Мак-Граіл
- Кіномонтаж — Кріс Гілл
- Художник-постановник — Конор Деннісон
- Артдиректор — Франсіс Тааффе
- Художник з костюмів — Тіціана Корвісієрі
- Художник-декоратор — Кевін Мак-Кейб
- Підбір акторів — Тірца Гінг, Луїз Кілі[2].

## Сприйняття
Фільм отримав змішані відгуки. На сайті Rotten Tomatoes оцінка стрічки становить 65 % на основі 55 відгуків від критиків (середня оцінка 6,4/10) і 76 % від глядачів із середньою оцінкою 4,2/5 (226 голосів). Фільму зарахований «стиглий помідор» від кінокритиків та «попкорн» від глядачів, Internet Movie Database — 6,0/10 (603 голоси), Metacritic — 57/100 (19 відгуків критиків).